# Ждамирово (Ульяновская область)
Ждамирово — село Хмелёвского сельского поселения Сурского района Ульяновской области.

## География
Расположено на северо-западе Ульяновской области, в 30 километрах от районного центра — рабочего посёлка Сурское — и в 18 километрах от города Алатырь Чувашской Республики. Через село протекает река Малая Сарка. Местность вокруг села безлесная, со множеством оврагов по левой стороне речки.

## История
Время основания села Ждамирово точно не установлено. Есть предположение, что Ждамирово так же, как и Алатырь, и Промзино-Городище, возникло в качестве сторожевого поста, поскольку село расположено почти ровно посередине кратчайшего пути между Алатырем и Промзино, и с горы удобно было давать сигналы (костры, удары колокола и так далее) о приближении противника. Основателями села можно считать выходцев из Нижегородского края, и характерная особенность здешнего говора — «оканье» — сохранилась до сих пор.
В XVIII веке село Ждамирово быстро росло, развивались ремёсла, земледелие. Чернозёмные земли давали самые высокие урожаи ржи в Симбирской губернии. Близость к торговым путям (пристань в Алатыре) способствовала развитию торговли.
Село Ждамирово вплоть до 1928 года входило в состав Алатырского уезда. В составе Нижегородской губернии (с 1717 до 1780 года), а затем, в 1780 году из Саранского уезда, он вошёл в Симбирское наместничество, с 1796 года — в Симбирской губернии.
Ждамирово было административным центром волости, в его состав также входили сёла Елховка, Чирково, Зимницы, Ащерино, Кольцовка, а также деревни, отошедшие к Мордовии, — Алово, Манадыши, Дюрки, Андреевка, Кельвядни, Кученяево. В селе находилось волостное правление. Здание правления сохранилось до сих пор, после Октябрьской революции в нём находилась больница. С 1933 года (когда было построено новое здание больницы) в нём была начальная («маленькая») школа.
С освоением чернозёмных земель и развитием торговли село Ждамирово стало особенно развиваться в XIX веке, вследствие этого росло и его население.
Центром села была базарная площадь, или просто Базар (ныне улица Красная площадь). Посредине площади стояла очень большая каменная Троицкая церковь с высокой колокольней (построена в 1810 году). Здесь же находились два кабака, торговые лавки, два каменных магазина, принадлежащих купцам Финогеновым. На площади находился барский дом и дома нескольких богатеев.
Были и другие улицы — Верхняя Гора, Нижняя Гора, Хутор, Путянино, Бутырки (здесь находилась деревянная старообрядческая церковь). Имелись улицы Завьяловка, Горшуниха, Новый порядок, Ленивый порядок, Голодяевка, Оторвиха, Сосновка.
В 1840 году в селе была открыта небольшая больница, которая была преобразована в фельдшерский пункт; в 1860 году по инициативе И. Н. Ульянова открылась четырёхклассная школа, где преподавали письмо, арифметику, чтение, закон Божий (его преподавал местный священник).
По субботам в Ждамирове проходили базары. Торговали возле церкви прямо с возов. Продавали горшки, другие гончарные изделия, а также дрова, лес, тёс, разную мебель, колёса, дёготь, скобяные изделия, хомуты, упряжь.
В конце 1929 года в Ждамирове был организован колхоз «Прогресс».
В 1932—1933 годах в селе была построена больница.
В 1937 году была образована МТС.
В Великую Отечественную войну из села на фронт ушли 742 человека, 390 — погибли или пропали без вести.
В 1956 году село радиофицировали. Пустили электростанцию.
В 1966 году Ждамировская школа стала средней.
В 1969 году через село прошла асфальтовая дорога на Алатырь.
В 1970 году был торжественно открыт новый дом культуры.

## Население
| 2010 |
| ---- |
| 521  |

- В 1780 году — 1055 помещичьих крестьян[4].
- В 1859 году — в 445 дворах жили 2856 человек[6].
- В 1900 году — в 349 дворах жили 1395 мужчин и 1492 женщин[5]
- По данным Всероссийской переписи населения 2002 года, в селе Ждамирово Ждамировского сельсовета проживали 628 человек, преобладающая национальность — русские (96 %)[7].

## Памятники и памятные места
- В 1967 году в селе был установлен памятник-обелиск 390 односельчанам, погибшим в годы Великой Отечественной войны[8].
- Рядом с селом проходила очень древняя дорога, её называют «Московской», она была вымощена булыжником, ширина её доходила до 40 метров. Остатки этой дороги сохранились лишь возле села Андреевка (Мордовия). Доподлинно известно, что в 1833 году по этой дороге через Ждамирово проезжал А. С. Пушкин, когда возвращался из Оренбурга в Болдино.

## Уроженцы
- Ждамирово является родиной известного русского историка XVIII века И. Н. Болтина[9].